# Morti nel 1944/Dicembre
| Questa pagina contiene informazioni ricavate automaticamente dalle voci biografiche con l'ausilio del template Bio e di un bot. L'aggiornamento è periodico e automatico e ricostruisce completamente la pagina. Se manca una persona in questa lista, sei pregato di non aggiungerla, ma accertati piuttosto che la sua voce biografica contenga il template Bio e che i dati anagrafici siano correttamente compilati. Se il template Bio manca, inseriscilo tu stesso o, in alternativa, metti l'avviso {{tmp\|Bio}} che ne segnala la mancanza. Se i dati riportati sono sbagliati, correggi direttamente la voce biografica; le modifiche saranno visibili in questa lista entro pochi giorni. Per chiarimenti vedi il progetto biografie. La lista contiene solo le 137 persone che sono citate nell'enciclopedia e per le quali è stato implementato correttamente il template Bio. Pagina aggiornata al 10 lug 2025. |

- 1º dicembre - Demos Malavasi, partigiano italiano (n. 1926)
- 1º dicembre - Balthazar De Beuckelaer, schermidore belga (n. 1902)
- 2 dicembre - Nello Buono, antifascista italiano (n. 1893)
- 2 dicembre - Josef Lhévinne, pianista e insegnante russo (n. 1874)
- 2 dicembre - Filippo Tommaso Marinetti, poeta, scrittore e drammaturgo italiano (n. 1876)
- 3 dicembre - Andrea di Grecia, principe greco (n. 1882)
- 3 dicembre - Giovanni Cattaneo, militare e politico italiano (n. 1865)
- 3 dicembre - Duccio Galimberti, avvocato e partigiano italiano (n. 1906)
- 3 dicembre - Pore Mosulishvili, partigiano e militare georgiano (n. 1916)
- 4 dicembre - Licinio Barzanti, pittore italiano (n. 1857)
- 4 dicembre - Roger Bresnahan, giocatore di baseball e allenatore di baseball statunitense (n. 1879)
- 4 dicembre - Henri Luciri, cestista, allenatore di pallacanestro e arbitro di pallacanestro svizzero (n. 1908)
- 4 dicembre - Ikuo Oishi, regista, animatore e direttore della fotografia giapponese (n. 1901)
- 4 dicembre - Ettore Ramires, partigiano italiano (n. 1923)
- 5 dicembre - Julian Grobelny, attivista polacco (n. 1893)
- 5 dicembre - Ferruccio Magnani, antifascista e partigiano italiano (n. 1909)
- 5 dicembre - Armando Montanari, partigiano italiano (n. 1922)
- 6 dicembre - Eugenio Candon, partigiano italiano (n. 1921)
- 6 dicembre - Adolph Olson Eberhart, politico statunitense (n. 1870)
- 6 dicembre - Primo Lacchini, partigiano italiano (n. 1926)
- 7 dicembre - Gerhard Palitzsch, militare tedesco (n. 1913)
- 7 dicembre - Georges Tainturier, schermidore francese (n. 1890)
- 8 dicembre - Filippo Bonavitacola, militare italiano (n. 1914)
- 8 dicembre - Bryant Butler Brooks, politico e banchiere statunitense (n. 1861)
- 8 dicembre - Rod Cless, clarinettista e sassofonista statunitense (n. 1907)
- 8 dicembre - Claude Firmin, pittore francese (n. 1864)
- 8 dicembre - Ethel Jewett, attrice statunitense (n. 1877)
- 9 dicembre - Giannino Bosi, partigiano italiano (n. 1920)
- 9 dicembre - Laird Cregar, attore statunitense (n. 1913)
- 9 dicembre - Jole De Cillia, partigiana italiana (n. 1921)
- 9 dicembre - Sergio Kasman, partigiano italiano (n. 1920)
- 10 dicembre - Marcello Govoni, tenore, baritono e regista italiano (n. 1885)
- 10 dicembre - Eugenio Massi, missionario e vescovo cattolico italiano (n. 1875)
- 10 dicembre - Luigi Nostro, presbitero, storico e poeta italiano (n. 1866)
- 10 dicembre - Paul Otlet, bibliografo belga (n. 1868)
- 10 dicembre - Ulrich Wilcken, storico e papirologo tedesco (n. 1862)
- 11 dicembre - Giulio Augello, partigiano italiano (n. 1921)
- 11 dicembre - Joseph Maréchal, gesuita, filosofo e psicologo belga (n. 1878)
- 11 dicembre - Nada Žagar, partigiana slovena (n. 1924)
- 12 dicembre - Antonio Giuriolo, partigiano italiano (n. 1912)
- 12 dicembre - Emil Gröner, allenatore di calcio e calciatore tedesco (n. 1892)
- 12 dicembre - Regina Jonas, rabbino e educatrice tedesca (n. 1902)
- 12 dicembre - Guido Meineri, pittore italiano (n. 1869)
- 13 dicembre - Terzo Drusin, partigiano italiano (n. 1913)
- 13 dicembre - Vasilij Vasil'evič Kandinskij, pittore russo (n. 1866)
- 13 dicembre - Ol'ga Aleksandrovna Sanfirova, aviatrice sovietica (n. 1917)
- 13 dicembre - Lupe Vélez, attrice messicana (n. 1908)
- 14 dicembre - Luigi Anelli, letterato, editore e archeologo italiano (n. 1860)
- 14 dicembre - Guglielmo Barbò, generale italiano (n. 1888)
- 14 dicembre - Ada Biagini, schermitrice italiana (n. 1900)
- 14 dicembre - Luigi Callegari, militare e partigiano italiano (n. 1923)
- 14 dicembre - Dante Drusiani, partigiano italiano (n. 1925)
- 14 dicembre - Theodor van Eupen, militare tedesco (n. 1907)
- 14 dicembre - Guglielmo Michieli, scultore italiano (n. 1855)
- 14 dicembre - Vincenzo Toffano, partigiano italiano (n. 1925)
- 15 dicembre - Renzo Ildebrando Bocchi, giornalista, poeta e partigiano italiano (n. 1913)
- 15 dicembre - Gérard Bourgeois, regista e sceneggiatore svizzero (n. 1874)
- 15 dicembre - Angelo Landi, pittore italiano (n. 1879)
- 15 dicembre - Andrea Marchini, militare italiano (n. 1921)
- 15 dicembre - Giovanni Martini, partigiano italiano (n. 1910)
- 15 dicembre - Glenn Miller, trombonista, direttore d'orchestra e compositore statunitense (n. 1904)
- 15 dicembre - Heinrich Retschury, calciatore austriaco (n. 1887)
- 15 dicembre - Giuseppe Salvarezza, militare e partigiano italiano (n. 1924)
- 16 dicembre - Stuart Paton, regista, sceneggiatore e attore scozzese (n. 1883)
- 16 dicembre - Antonio Irineo Villarreal, politico e generale messicano (n. 1877)
- 16 dicembre - Robert du Bois de Vroylande, scrittore e nobile belga (n. 1907)
- 16 dicembre - Betsie ten Boom, partigiana olandese (n. 1885)
- 17 dicembre - Gabriella Degli Esposti, antifascista e partigiana italiana (n. 1912)
- 17 dicembre - Robert Nichols, poeta e commediografo britannico (n. 1893)
- 17 dicembre - Anna Tutsek, scrittrice e giornalista ungherese (n. 1865)
- 18 dicembre - Alexander Cudmore, calciatore statunitense (n. 1888)
- 18 dicembre - Renato Guatelli, partigiano italiano (n. 1923)
- 18 dicembre - Antonio Pellegrini, partigiano italiano (n. 1922)
- 19 dicembre - ʿAbbās Ḥilmī, egiziano (n. 1874)
- 19 dicembre - Josephine Marcus, attrice statunitense (n. 1861)
- 19 dicembre - Francesco Sabatucci, partigiano italiano (n. 1921)
- 19 dicembre - Domenico Someda, pittore italiano (n. 1859)
- 20 dicembre - Pietro Carboni, militare italiano (n. 1914)
- 20 dicembre - Alcide Garagnani, partigiano italiano (n. 1922)
- 20 dicembre - Merna Kennedy, attrice statunitense (n. 1908)
- 20 dicembre - Walter Landauer, editore tedesco (n. 1902)
- 20 dicembre - Fritz Pfeffer, odontoiatra tedesco (n. 1889)
- 20 dicembre - Caesar von Hofacker, militare tedesco (n. 1896)
- 21 dicembre - Luigi Campolonghi, giornalista e scrittore italiano (n. 1876)
- 21 dicembre - Isabelino Gradín, velocista e calciatore uruguaiano (n. 1897)
- 21 dicembre - Giuseppe Tassinari, agronomo e politico italiano (n. 1891)
- 22 dicembre - Alfredo Carzino, partigiano e calciatore italiano (n. 1899)
- 22 dicembre - Orazio Gavioli, botanico e chirurgo italiano (n. 1871)
- 22 dicembre - Harry Langdon, attore, regista e produttore cinematografico statunitense (n. 1884)
- 22 dicembre - Karl Pötzinger, militare tedesco (n. 1908)
- 23 dicembre - Rupert Anderson, calciatore inglese (n. 1859)
- 23 dicembre - Angela Maria Autsch, religiosa tedesca (n. 1900)
- 23 dicembre - Enrico Caronti, partigiano italiano (n. 1901)
- 23 dicembre - Aureliano Galeazzo, partigiano italiano (n. 1928)
- 23 dicembre - Charles Dana Gibson, illustratore statunitense (n. 1867)
- 23 dicembre - Peder Lykkeberg, nuotatore danese (n. 1878)
- 23 dicembre - Paul Masson, pistard francese (n. 1876)
- 23 dicembre - Joe Ryan, attore statunitense (n. 1887)
- 23 dicembre - Aleksandrs Stankus, calciatore lettone (n. 1907)
- 25 dicembre - Giuseppe Callegarini, partigiano italiano (n. 1915)
- 25 dicembre - Jacinto Ciria Cruz, cestista e allenatore di pallacanestro filippino (n. 1910)
- 25 dicembre - Martin Wilhelm Kutta, matematico tedesco (n. 1867)
- 25 dicembre - George Preddy, militare e aviatore statunitense (n. 1919)
- 25 dicembre - Adolf Reeb, militare tedesco (n. 1920)
- 25 dicembre - Giovanni Sola, partigiano italiano (n. 1925)
- 26 dicembre - Henri Lafont, criminale francese (n. 1902)
- 26 dicembre - John Fox, militare statunitense (n. 1915)
- 26 dicembre - Attilio Parelli, direttore d'orchestra e compositore italiano (n. 1874)
- 26 dicembre - Carlo Perris, militare e politico italiano (n. 1869)
- 27 dicembre - Amy Beach, compositrice e pianista statunitense (n. 1867)
- 27 dicembre - Peter Deunov, filosofo e pedagogista bulgaro (n. 1864)
- 27 dicembre - Odoardo Focherini, dirigente d'azienda italiano (n. 1907)
- 27 dicembre - Franz Gall, militare tedesco (n. 1884)
- 27 dicembre - Luigi Mariotti, militare e aviatore italiano (n. 1913)
- 27 dicembre - Giordano Bruno Rossoni, militare e aviatore italiano (n. 1909)
- 27 dicembre - Sára Salkaházi, religiosa ungherese (n. 1899)
- 27 dicembre - Alexandre Villaplane, calciatore e criminale francese (n. 1904)
- 28 dicembre - Rodolfo Canegrati, partigiano italiano (n. 1912)
- 28 dicembre - Richard Hesse, zoologo tedesco (n. 1868)
- 28 dicembre - Klavdija Ivanovna Nikolaeva, politica sovietica (n. 1893)
- 28 dicembre - Gavino Tolis, militare italiano (n. 1919)
- 29 dicembre - Isidoro Capitanio, pianista e compositore italiano (n. 1874)
- 29 dicembre - Ludovico Luciolli, magistrato e politico italiano (n. 1858)
- 29 dicembre - Endre Steiner, scacchista ungherese (n. 1901)
- 30 dicembre - Giorgio Catti, partigiano italiano (n. 1925)
- 30 dicembre - Emanuele Ciaceri, storico italiano (n. 1869)
- 30 dicembre - Gedeon Richter, farmacista e imprenditore ungherese (n. 1872)
- 30 dicembre - Romain Rolland, scrittore e drammaturgo francese (n. 1866)
- 30 dicembre - Antal Vágó, calciatore ungherese (n. 1891)
- 31 dicembre - Mario Bruno, calciatore e allenatore di calcio italiano (n. 1905)
- 31 dicembre - Giovanni Corvi, antifascista italiano (n. 1898)
- 31 dicembre - Vladimir Grigor'evič Ermolaev, ingegnere aeronautico sovietico (n. 1909)
- 31 dicembre - Ruth Hanna McCormick, politica, attivista e editrice statunitense (n. 1880)
- 31 dicembre - Anna Afanas'evna Morozova, partigiana sovietica (n. 1921)
- 31 dicembre - Yva, fotografa tedesca (n. 1900)
- 31 dicembre - Lorenzo Pasteris, dirigente d'azienda italiano (n. 1877)
- 31 dicembre - Felice Schragenheim, antifascista tedesca (n. 1922)